# Nicaragua ai Giochi della XXXI Olimpiade
Il Nicaragua ha partecipato ai Giochi della XXXI Olimpiade, che si sono svolti a Rio de Janeiro, Brasile, dal 5 al 21 agosto 2016, con una delegazione di cinque atleti impegnati in quattro discipline. Portabandiera alla cerimonia di apertura è stato il tiratore Rafael Lacayo, alla sua prima Olimpiade.
Si è trattato della dodicesima partecipazione di questo paese ai Giochi estivi. Così come nelle precedenti edizioni, non sono state conquistate medaglie.

## Partecipanti

### Atletica leggera
- 1500 m maschili - 1 atleta (Erick Rodríguez)

### Nuoto
- 100 m stile libero maschili - 1 atleta (Miguel Mena)
- 100 m farfalla femminili - 1 atleta (Dalia Torrez Zamora)

### Sollevamento pesi
- 53 kg femminili - 1 atleta (Scarleth Mercado)

### Tiro
- Pistola 10 metri aria compressa maschile - 1 atleta (Rafael Lacayo)